# Maracena
Maracena è un comune spagnolo di 22 275 abitanti situato nella provincia di Granada, nella comunità autonoma dell'Andalusia.